# 大河原雅子
大河原 雅子（おおかわら まさこ、1953年（昭和28年）4月8日 - ）は、日本の政治家。立憲民主党所属の衆議院議員（3期）、立憲民主党ジェンダー平等推進本部長。
参議院議員（1期）、東京・生活者ネットワーク代表委員、東京都議会議員（3期）等を歴任した。

## 来歴

### 生い立ち
神奈川県横浜市生まれ。横浜市立城郷小学校、フェリス女学院中学校・高等学校、国際基督教大学教養学部社会科学科卒業。大学卒業後、黒澤明の下で助監督や作品のプロデューサーを務めた松江陽一の映画・舞台製作会社「アトリエ41」に入社した。1979年に結婚して千葉県柏市に転居し、この時期に生活協同組合に加入した。1988年、東京都世田谷区に転居し、東京都に食品安全条例の制定を求める直接請求運動に参加して以来、環境問題等の活動に関わる。
1993年6月27日に行われた東京都議会議員選挙に世田谷区選挙区（定数8）から東京・生活者ネットワーク公認で立候補。候補者15人中、2番目の得票数で初当選した。選挙戦では江田五月、篠原一、羽田澄子、飯田女子短期大学教授（当時）の石毛鍈子、逗子市長の澤光代らの支援を受けた。
1997年の東京都議会議員選挙で再選を目指したが、得票数10位で落選した。1999年、東京都議会議員補欠選挙に生活者ネット公認で出馬し、再選。同年、生活者ネットの代表委員に就任し、2006年まで約7年間務めた。2001年、東京都議会議員選挙に生活者ネット公認で世田谷区選挙区から出馬し、得票数2位で3選。2005年の東京都議会議員選挙には出馬しなかった。

### 参議院議員
2007年、第21回参議院議員通常選挙に東京都選挙区（定数5）から民主党公認（生活者ネット推薦）で出馬し、2位の山口那津男（公明党）に約29万2千票の大差をつけ、約108万票を獲得してトップ当選した。民主党では菅直人が会長を務める国のかたち研究会に所属した。
2009年5月11日、小沢一郎が民主党代表辞任を表明。小沢の辞任に伴う代表選挙（5月16日投開票）では岡田克也の推薦人に名を連ねた。
2010年9月の民主党代表選挙では、現職の菅首相の推薦人に名を連ねた。
2013年の第23回参議院議員通常選挙にも、引き続き民主党公認で東京都選挙区（定数5）からの出馬を目指していたが、野党転落後の民主党の支持率は低迷しており、同年6月28日、海江田万里代表が東京都選挙区の公認候補を現職の大河原、鈴木寛のうち、党の情勢調査で優位ないずれか1人に一本化する方針を表明。情勢調査は鈴木が優位であったため、民主党本部は大河原に比例代表への転出を打診したが、大河原がこれを拒否したため、7月2日に民主党本部は東京都選挙区の候補を鈴木に一本化し、大河原の公認を撤回した。公認を取り消された大河原は、民主党籍を残したまま東京都選挙区から無所属で出馬する意向を表明し、選挙戦では菅直人元首相も、党本部の公認に逆らい大河原を支援。唐突な公認撤回には、大河原の出身母体でもある生活者ネットからも批判の声が上がり、大河原を推薦していた連合東京も、推薦を支援に格下げしながらも応援は続ける考えを示し、事実上の分裂選挙に突入。結果、鈴木は得票数6位で次点、大河原は得票数9位で、民主党は無所属の大河原も含めて1議席も獲得できず惨敗した（なお鈴木、大河原の得票数を合計した場合、3位の吉良佳子（日本共産党）を上回る）。
2016年、第24回参議院議員通常選挙に民進党公認で比例区から出馬したが、落選した。

### 衆議院議員
2017年10月9日、立憲民主党は第48回衆議院議員総選挙の第2次公認として、選挙区候補1人と、比例単独候補15人を発表。候補者が確定した。比例北関東ブロックの名簿には長谷川嘉一（群馬3区）、山川百合子（埼玉3区）、枝野幸男（埼玉5区）の重複立候補者3人がいずれも1位で、堀越啓仁が単独4位で、大河原が単独5位で、高木錬太郎が単独6位で搭載された。同年10月31日、投開票。立憲民主党は同ブロックで5議席を獲得し、枝野が小選挙区で当選したため、6人のうち残りの5人は全員自動的に当選することとなった。
2018年、立憲民主党埼玉県連副代表に就任した。2019年6月4日、立憲民主党東京都第21区支部長に就任。
2020年8月24日、旧立憲民主党と旧国民民主党は、2つの無所属グループを加えた形で合流新党を結成することで合意した。同年9月10日に行われた新「立憲民主党」の代表選挙では枝野幸男の推薦人に名を連ねた。
2021年3月下旬、立川市の自宅マンションのエレベーター内で脳出血を発症して倒れ、一命は取り留めたが後遺症により左半身に麻痺が残り、以降は車椅子での活動を余儀なくされていることを自身のホームページで公表している。
同年10月31日の第49回衆議院議員総選挙に立憲民主党公認で東京都第21区から立候補。自民党の小田原潔に敗れるも、重複立候補していた比例東京ブロックで再選。枝野幸男代表の辞任に伴う代表選挙（11月30日実施）では西村智奈美の推薦人に名を連ねた。
2022年11月18日、衆議院選挙区の新しい区割りである「10増10減」の改正公職選挙法案が参議院で可決され、東京21区の区域は「八王子市の一部（おおむね旧由木村域）、立川市、日野市」に変わった。
2024年9月に行われた立憲民主党代表選挙では枝野幸男の推薦人に名を連ねた。
同年10月27日の第50回衆議院議員総選挙に立憲民主党公認で東京21区から立候補し、選挙区で3期目の当選。大河原の他に、無所属の小田原、日本維新の会新人の元都議の山下容子、参政党新人の森裕一の計4人が立候補した。自民党は裏金問題や統一教会問題を抱え、また10月23日には小田原を含む非公認候補への2000万円の支給が報道されるなど、逆風の中での選挙であり、前職の小田原は議席を失った。重複立候補の山下も比例復活せず落選した。

## 政策・主張
- 第9条を含む日本国憲法の改正に反対[45]
- 憲法への緊急事態条項の創設に反対[45]。
- 参議院議員通常選挙で隣接する県を一つの選挙区にする「合区」をなくすための憲法改正に反対[45]。
- アベノミクスを評価しない[45]。
- 原子力発電は日本に「必要ない」としている[45]。
- カジノの解禁に反対[45]。
- 日本の核武装について「将来にわたって検討すべきでない」としており、非核三原則の「持ち込ませず」の部分についても「議論する必要はない」としている[45]。
- 女性宮家の創設に賛成[45]。
- 2011年5月18日の参議院本会議における、参議院憲法審査会の議事運営手続きを定めた憲法審査会規程の採決で、党の方針に反して投票を棄権した[46]。

### 慰安婦問題との関わり
- 2011年12月14日に日本軍『慰安婦』問題解決全国行動が開催した韓国水曜デモ1000回アクション in Tokyoに参加した[47][48]。
- 2013年12月18日から20日にかけて、戦後補償を考える議員連盟の訪韓団（江田五月団長）に参加して大韓民国を訪問した[49]。韓国では、女性家族部長官ら韓国政界関係者を訪問して従軍慰安婦問題を含む歴史問題について会談し、韓国側からは日本政府が慰安婦問題の解決に向け、責任ある姿勢を示すよう求める発言がなされた[49]。
- 2019年4月17日、第198回国会衆議院 内閣委員会において、自由民主党の杉田水脈議員が第196回（2018年3月）の国会衆議院内閣委員会で「日本軍が、慰安婦というのは性奴隷であったとかということを、国連などを通じて世界にそういったことを捏造、ばらまくということをすごく熱心にやっている団体が、このヒューマンライツ・ナウなんですね。」と発言したことについて、「この団体は、捏造に該当する行動を行ったことはないと抗議をしているんです」「第二次世界大戦中の人権問題について、女性の人権問題に関心を寄せる民間団体が何か見解を述べたりイベントを開催するということは、何ら責められるべきものではないはずです。そのようなイベントを過去に開催したことを理由に、捏造をばらまく団体だというようなレッテルを張られるのは、明らかな誹謗中傷ですし、国会議員が民間団体に対して反日などとレッテルを張って攻撃することこそ問題です。」と杉田を批判した[50]、杉田は「慰安婦を性奴隷とするのは事実に反するというのが日本政府の公式見解（2016年2月、女子差別撤廃委員会の対日審査において当時の杉山審議官が発言した内容[51]）」で、「日本の国際的評価をおとしめるような見解を流布する民間団体のプロパガンダについても、憲法で保障されている言論の自由ですので、日本政府の公式見解をお伝えするだけで、彼らの言論を封殺するつもりもございませんが、日本の国会議員として、先ほども申し上げました、過去と未来の日本国と日本人の名誉と人権がおとしめられていることを憂い、阻止を試みることは当然の責務であります。」と述べた[52]。

## 所属団体・議員連盟
- 立憲フォーラム（呼びかけ人）
- 食の安全・安心を創る議員連盟（大河原雅子）
- 公共事業チェック議員の会
- 人権外交を超党派で考える議員連盟 [53]

## 選挙歴
| 当落 | 選挙                         | 執行日         | 年齢 | 選挙区             | 政党                     | 得票数      | 得票率 | 定数 | 得票順位 /候補者数 | 政党内比例順位 /政党当選者数 |
| ---- | ---------------------------- | -------------- | ---- | ------------------ | ------------------------ | ----------- | ------ | ---- | ------------------ | ---------------------------- |
| 当   | 1993年東京都議会議員選挙     | 1993年6月27日  | 40   | 世田谷区選挙区     | 東京・生活者ネットワーク | 2万7495票   | ーー   | 8    | 2/15               | /                            |
| 落   | 1997年東京都議会議員選挙     | 1997年7月6日   | 44   | 世田谷区選挙区     | 東京・生活者ネットワーク | 1万4438票   | ーー   | 8    | 10/16              | /                            |
| 当   | 1999年東京都議会議員補欠選挙 | 1999年4月11日  | 46   | 世田谷区選挙区     | 東京・生活者ネットワーク | 11万2913票  | ーー   | 2    | 1/4                | /                            |
| 当   | 2001年東京都議会議員選挙     | 2001年6月24日  | 48   | 世田谷区選挙区     | 東京・生活者ネットワーク | 3万4083票   | ーー   | 8    | 2/16               | /                            |
| 当   | 第21回参議院議員通常選挙     | 2007年07月29日 | 54   | 東京都選挙区       | 民主党                   | 108万7743票 | 18.41% | 1    | 1/20               | /                            |
| 落   | 第23回参議院議員通常選挙     | 2013年07月21日 | 60   | 東京都選挙区       | 無所属                   | 23万6953票  | 4.20%  | 5    | 9/20               | /                            |
| 落   | 第24回参議院議員通常選挙     | 2016年07月10日 | 63   | 参議院比例区       | 民進党                   | 7万1398票   | ーー   | 50   | /                  | 18/11                        |
| 当   | 第48回衆議院議員総選挙       | 2017年10月22日 | 64   | 比例北関東ブロック | 立憲民主党               | ーー票      | ーー   | 19   | /                  | 5/5                          |
| 比当 | 第49回衆議院議員総選挙       | 2021年10月31日 | 68   | 東京都第21区       | 立憲民主党               | 9万9090票   | 40.11% | 1    | 2/3                | 4/4                          |
| 当   | 第50回衆議院議員総選挙       | 2024年10月27日 | 71   | 東京都第21区       | 立憲民主党               | 9万724票    | 42.14% | 1    | 1/4                | /                            |